# كالفين قاضي
كالفين قاضي (بالإنجليزية: Calvin Kadi)‏ (12 ديسمبر 1987 ببولوكوان في جنوب أفريقيا - ) هو لاعب كرة قدم جنوب أفريقي في مركز الهجوم. لعب مع بيدفيست ويتس وسوبر سبورت يونايتد وVeria F.C. ‏ ونادي جومو كوزموز ونادي بورتيمونينسي.

## وصلات خارجية
- كالفين قاضي على موقع قاعدة بيانات كرة القدم.إي يو (الإنجليزية)
- كالفين قاضي على موقع Soccerway.com (الإنجليزية)